# Chris Sharrock
Chris Sharrock (Bebington, 30 maggio 1964) è un batterista britannico, noto per aver fatto parte di conosciute band britanniche quali Icicle Works, La's, World Party, Lightning Seeds, Oasis, Beady Eye, Noel Gallagher's High Flying Birds e per aver suonato con Robbie Williams dal 1997 al 2005.

## Carriera

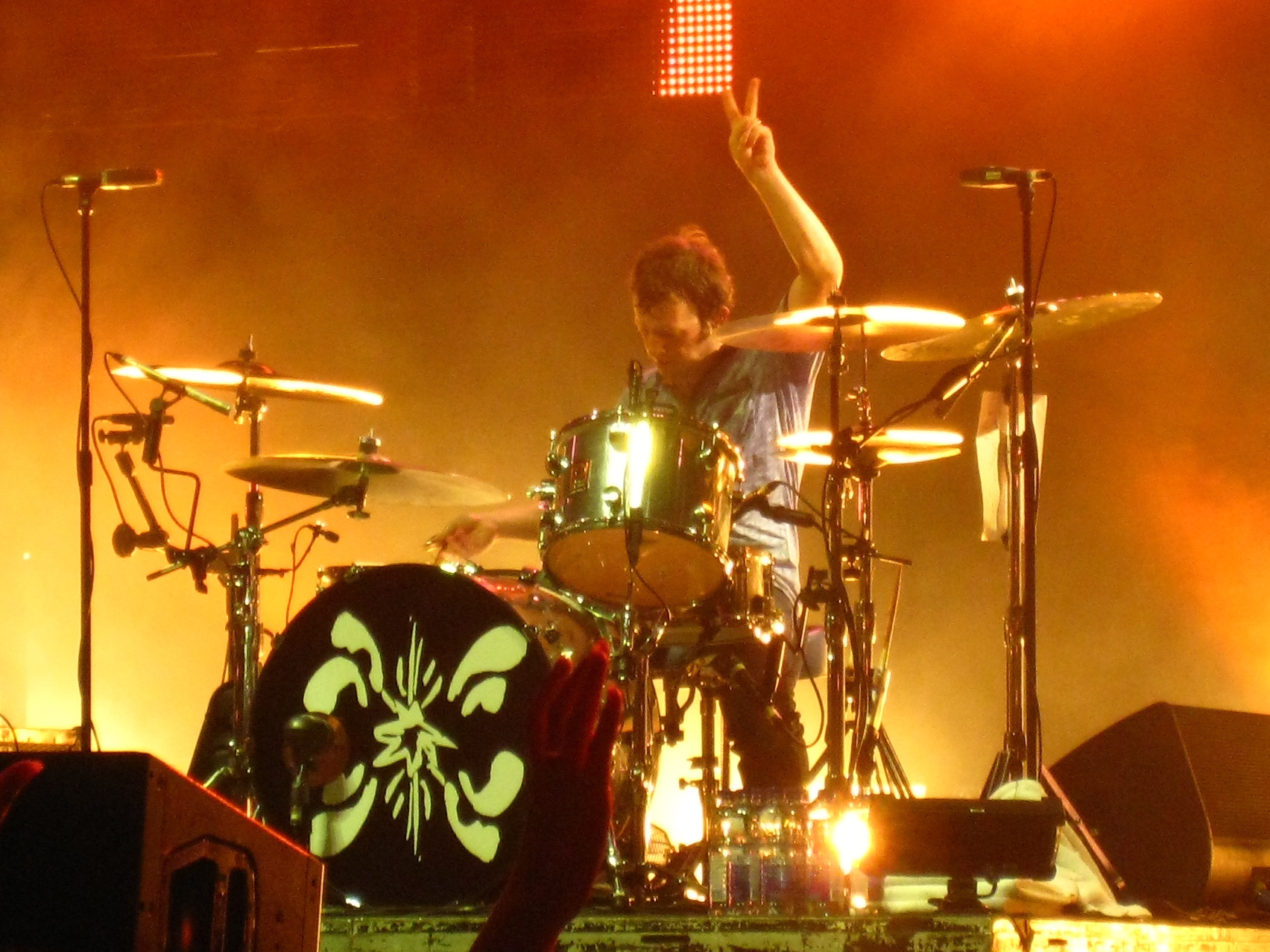
Chris Sharrock durante un concerto degli Oasis

Sharrock cominciò la carriera con gli Icicle Works, in cui militò dal 1980 al 1988, registrando i primi quattro album del gruppo. Poi fece parte per breve tempo dei La's, per cui fece il batterista nella famosa canzone There She Goes, divenuta un successo. Lasciò i La's poco dopo, per unirsi ai Wild Swans, con i quali registrò il loro secondo album nel 1990.
A metà degli anni novanta Sharrock entrò a far parte dei World Party come membro ufficiale. Seguì un breve periodo nei Lightning Seeds. Nel 1994 fu membro del progetto "Terry and the Lovemen", pseudonimo assunto dagli XTC, e figurò tra i partecipanti al loro album tributo. Sharrock suonò la batteria anche per l'album del 1995 dei Del Amitri, ma non fu membro ufficiale di quella band. Nel 1998 diventò il batterista di Robbie Williams, ruolo che ricoprì per 8 anni. Nel 2000 ha collaborato con Sinéad O'Connor, mentre nel 2002 ha collaborato in Italia con i bambini del Piccolo Coro dell'Antoniano diretto da Sabrina Simoni, suonando la batteria (insieme a Jeremy Stacey) nel brano La pace c'è!, che è stato presentato allo Zecchino d'Oro.
Nel 2008 è entrato a far parte nella band degli Oasis dopo l'uscita, prevista per ottobre 2008, dell'album Dig Out Your Soul e prendendo il posto del figlio di Ringo Starr, Zak Starkey. L'esordio di Sharrock come batterista degli Oasis è avvenuto il 14 agosto 2008 ai Black Island Studios di Londra di fronte a 100 fan, in un concerto di prova chiamato Standing on the edge of the noise, che ha fatto da preludio al tour mondiale. La band ha cessato la propria attività nell'agosto 2009, dopo l'abbandono di Noel Gallagher.
Nel 2009 è entrato a far parte come membro ufficiale dei Beady Eye, la band formata dagli ex membri degli Oasis tranne Noel Gallagher. Con la band ha registrato due album, Different Gear, Still Speeding, uscito nel 2011, e BE, edito nel 2013 e intrapreso altrettanti tour mondiali. Il gruppo ha cessato di esistere nell'ottobre 2014.
Nel 2016 è entrato a far parte dei Noel Gallagher's High Flying Birds dopo che il loro batterista, Jeremy Stacey, ha annunciato il suo abbandono per dedicarsi ai King Crimson. Nel gruppo si ritrova a suonare nuovamente con Noel Gallagher e Gem Archer.